# Kowalevskia oceanica
Kowalevskia oceanica är en ryggsträngsdjursart som beskrevs av Lohman 1899. Kowalevskia oceanica ingår i släktet Kowalevskia och familjen Kowalewskiidae. Inga underarter finns listade i Catalogue of Life.